# Caballo losino
El caballo losino, también conocido como jaca burgalesa o jaca castellana, es la única raza equina caballar autóctona de Castilla que pervive en la actualidad. Esta raza es oriunda del Valle de Losa, que le da nombre, y se encuentran ejemplares de esta raza en las provincias castellanoleonesas de Palencia y Burgos, en la meseta norte de la península ibérica.

## Introducción
El caballo losino es una raza autóctona de Castilla y León, recibe su denominación del área original de cría, el Valle de Losa, en el norte de la provincia de Burgos. El número de ejemplares de raza losina se mantuvo hasta la década de 1950 pero posteriormente, debido a la mecanización del campo, su población descendió hasta llegar en 1986 a su mínimo histórico. Ese año, se inició el proyecto de recuperación de la raza, creándose posteriormente por iniciativa de D. Ricardo de Juana el primer centro de cría en pureza y selección del caballo losino en Pancorbo (Burgos). 
Los caballos de esta raza son utilizados para la equitación infantil-juvenil, en enganches y para realizar las rutas ecuestres por zonas rurales y de montaña. El caballo losino es uno de los tres tipos equinos autóctonos de la península ibérica, siendo el de mayor pureza de todas las razas de caballo de la Península. Jugó un papel importante en la época de la Reconquista de España y posteriormente en la Conquista de América. Hoy en día se encuentra en peligro de extinción, solo quedan 300 ejemplares puros.

## Características

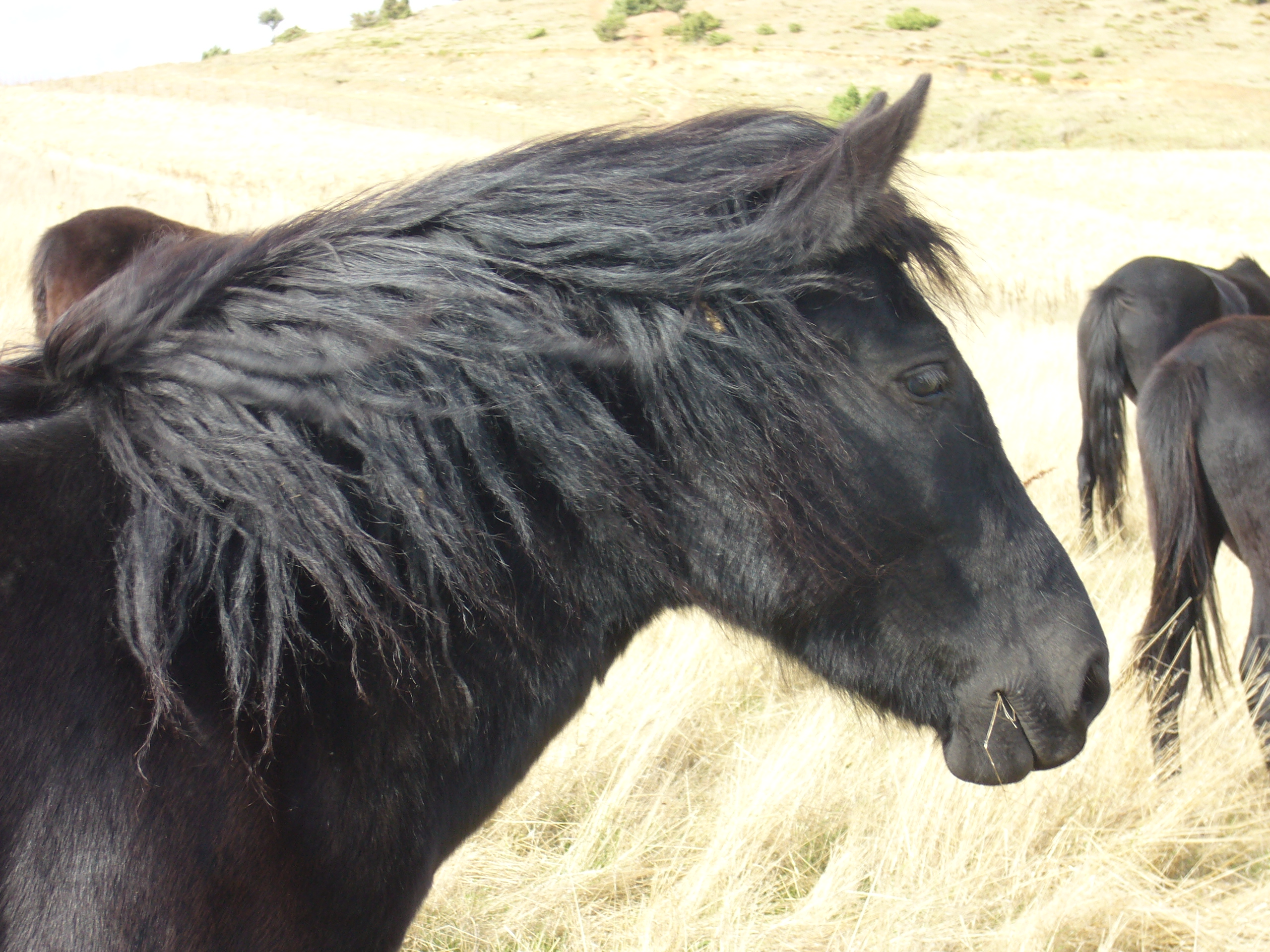
cabeza de Losino.

Según los estudios realizados por el Doctor veterinario Jesús María Martínez Sáiz en la década de los noventa, con una base de 150 ejemplares, se trata de un caballo de pequeño tamaño, con dimensiones algo superiores a un poni. Su alzada a la cruz es de unos 135 cm, en las yeguas, y 140 cm, en los machos, aunque el patrón que establece el Libro Genealógico de la raza es de 120 cm mínimo, 147 cm máximo. Su peso se encuentra en el rango 330-350 kg. 
Es un caballo de orejas pequeñas y curvadas (como los auténticos caballos, no los ponis), frente plana y ojos vivos bien situados; en cambio sus belfos pueden resultar algo gruesos. Al igual que otras razas ibéricas, el cuello es ancho en su base y su talle, pero algo fino en la inserción con la cabeza; igualmente, la cruz es destacable y sus formas generales son bastante redondeadas. La cola es de inserción alta y está cubierta de abundantes crines, al igual que el cuello, pero carece de cernejas en las patas.
La raza es de color negro, del tono llamado morcillo (ligeramente rojizo). Ese color se hace más evidente durante los meses invernales en los adultos; mientras que en los potros de hasta dos años de edad, el pelaje es de color rojizo y largo, lo que lo asemeja a algunas razas también autóctonas de asnos. Las únicas manchas que puede presentar son pequeños luceros en la frente. 
Es un caballo de aspecto algo rústico, pero igualmente elegante y refinado. Muy resistente, noble y tranquilo una vez que se le ha entrenado.

## Historia
Según estudios de ADN realizados por el Doctor veterinario Jesús María Martínez Sáiz, la raza losina se encuentra separada de las razas de jacas (ponis) pirenaicos y las del sur de la península ibérica. Se trata de un auténtico caballo castellano descendiente del Hipparion Gracile, el primitivo caballo que pobló la península ibérica durante el Terciario y el Cuaternario. Aunque hay quienes son de la opinión que se encuentra emparentado con otras razas de la mitad norte de la península ibérica, como las anteriormente mencionadas y el extinto caballo catalán. 
La raza ha pasado por múltiples vicisitudes desde que se estableció contacto entre ella y el hombre. Desde ser objetivo de caza hasta herramienta de guerra durante la Reconquista, siendo empleado por los Reyes Católicos como monturas para la caballería pesada de hombres de armas. También fue llevado en gran número a América durante la Conquista, ayudando en la formación de otras razas de origen americano como el cuarto de milla (Quarter horse) o el paso fino.
Fue empleado como bestia de labranza y cría mular hasta épocas recientes cuando, debido al cruce con otras razas, su uso para carne y la mecanización del campo, corre peligro de extinguirse.

### Censo
| Evolución censo de pura raza | Evolución censo de pura raza | Evolución censo de pura raza | Evolución censo de pura raza | Evolución censo de pura raza |
| 1933                         | 1951                         | 1984                         | 2011                         | 2019                         |
| ---------------------------- | ---------------------------- | ---------------------------- | ---------------------------- | ---------------------------- |
| 1455 (yeguas)                | 834                          | ~ 80                         | 668                          | 831                          |

## Vida en su ambiente natural
La unidad social más común es la manada de un solo macho adulto, varias hembras y sus crías, que generalmente no tienen más de tres años de edad. 	
El tamaño de la manada es entre 6 a 16 individuos y depende de la existencia o no de crías, con diferencias en el tamaño medio que refleja la reproducción de cada año. Generalmente, tanto los potros como las potras dejan su manada natal en busca de otros grupos. La dispersión ocurre antes de los tres años de edad y puede reflejar el comienzo de la madurez sexual. 

### Relaciones de dominancia
Cuando dos caballos viven juntos, establecen una relación dominante-subordinado. Se reparten jerarquías de dominancia intragrupal para cada individuo de cada manada. 
Las manifestaciones de dominancia varían en intensidad y van de sutiles a violentas. La forma más leve que tiene el caballo losino, al igual que los demás, es el "desplazamiento", en el cual el animal de mayor dominancia simplemente ocupa el lugar del de menor rango. Si éste se niega a moverse tiene lugar una forma más agresiva de comportamiento con amenaza de mordisco, levantamiento de sus labios y abriendo la boca.

### Comunicación entre los caballos

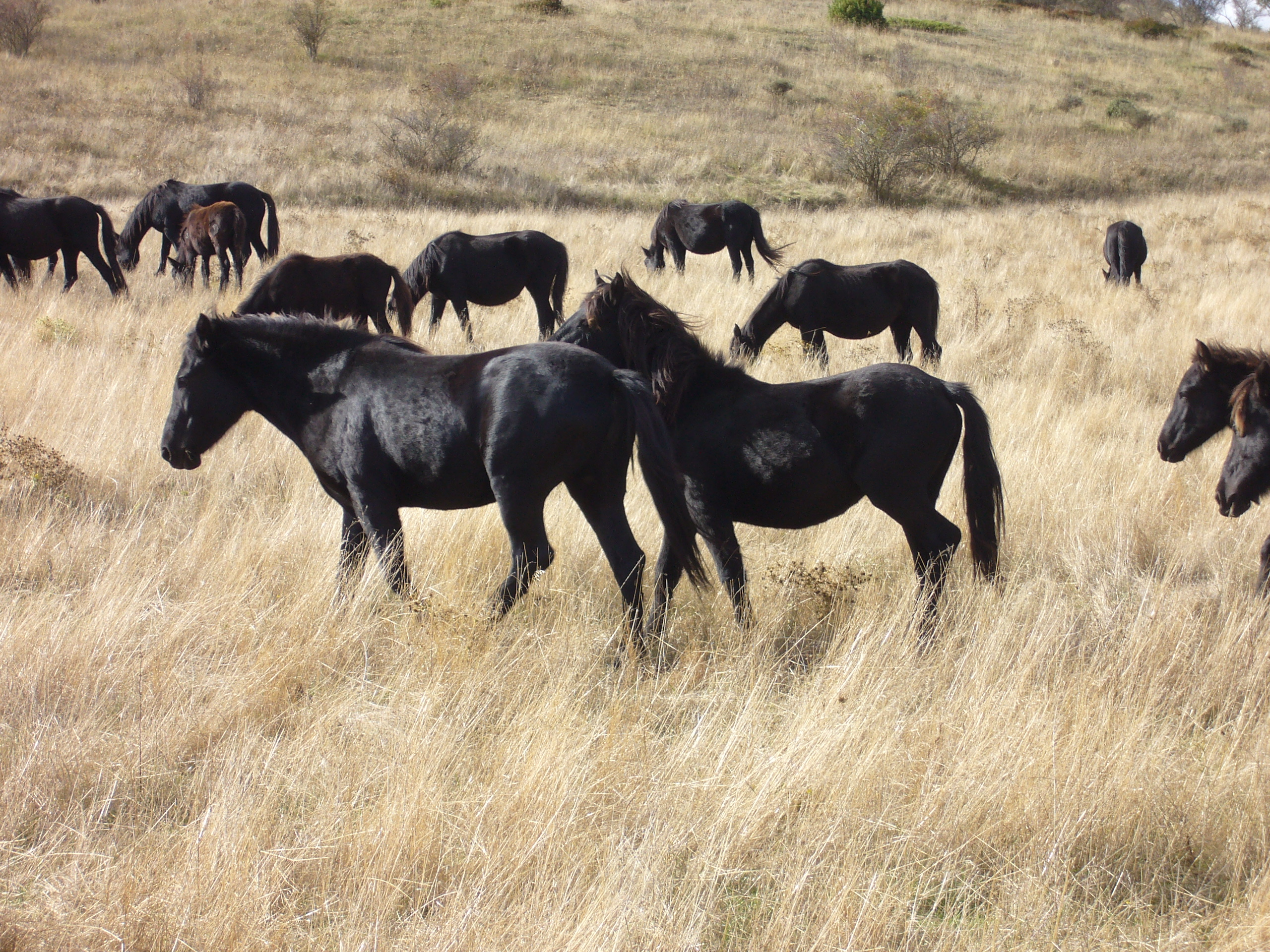
Grupo de losinos.

El caballo losino vive en grupos sociales estables. Entre ellos existe un elaborado repertorio de comunicación haciendo uso de signos acústicos, olfatorios, táctiles, visuales para comunicar detalles de identidad, de estado emocional, posición social, estado reproductivo y sobre información del medio ambiente. Dicha comunicación es importante para la unión del grupo.
Los sonidos crean mayor información que los signos no vocales. La vocalización más corta y más aguda es el grito o chillido. Consiste en una sola nota corta, a veces sonora, y generalmente denota la amenaza de una agresión entre machos o el rechazo de una hembra ante los avances del macho.
La comunicación olfatoria también es vital, sirve para reconocerse entre los miembros del grupo y entre las yeguas y los potrillos; la saliva, el olor de transpiración y las glándulas circunorales (alrededor de la boca) ofrecen señales del sentido del olfato.
Los signos visuales son los más comunes e importantes en el trato diario, pero también son los más sutiles y difíciles de descifrar. Comprenden cambios en la postura y de la posición de las orejas, labios, cola, patas y cabeza. Las orejas hacia atrás y pegadas contra la cabeza significa un estado agresivo y es un componente de expresión de amenaza. 

### Zonas de residencia y territorios de la manada
Las zonas de residencia son usadas para las actividades diarias y comprenden no sólo lugares de pastoreo o manantiales de agua (donde suelen ir siempre a la misma hora) sino también lugares con sombra, brisa y refugio de mosquitos. A pesar de que los límites de esta área permanecen generalmente constantes durante todo el año, el uso de estas zonas varía según las épocas del año debido al frío del invierno y a las nevadas continuas de las sierras del norte de Burgos. Así pues, irán cambiando la zona en función de la disposición de agua y del forraje. En verano se moverán hacia zonas donde persistan los manantiales que no se sequen y en donde la hierba de los prados permanezca verde y fresca.

### Apareamiento
La época de apareamiento de las yeguas de raza losina suele ser a mediados de primavera ya que el celo está en función de la disponibilidad de forraje, horas de luz diarias, temperatura, etc. En la zona norte de Burgos, estas condiciones aparecen a finales de primavera. El semental de cada manada tiene derecho, casi exclusivo, sobre las hembras de su grupo. Los machos de otras manadas o grupos de solteros tratan de tener acceso o aparearse con hembras sueltas.

## Aptitudes

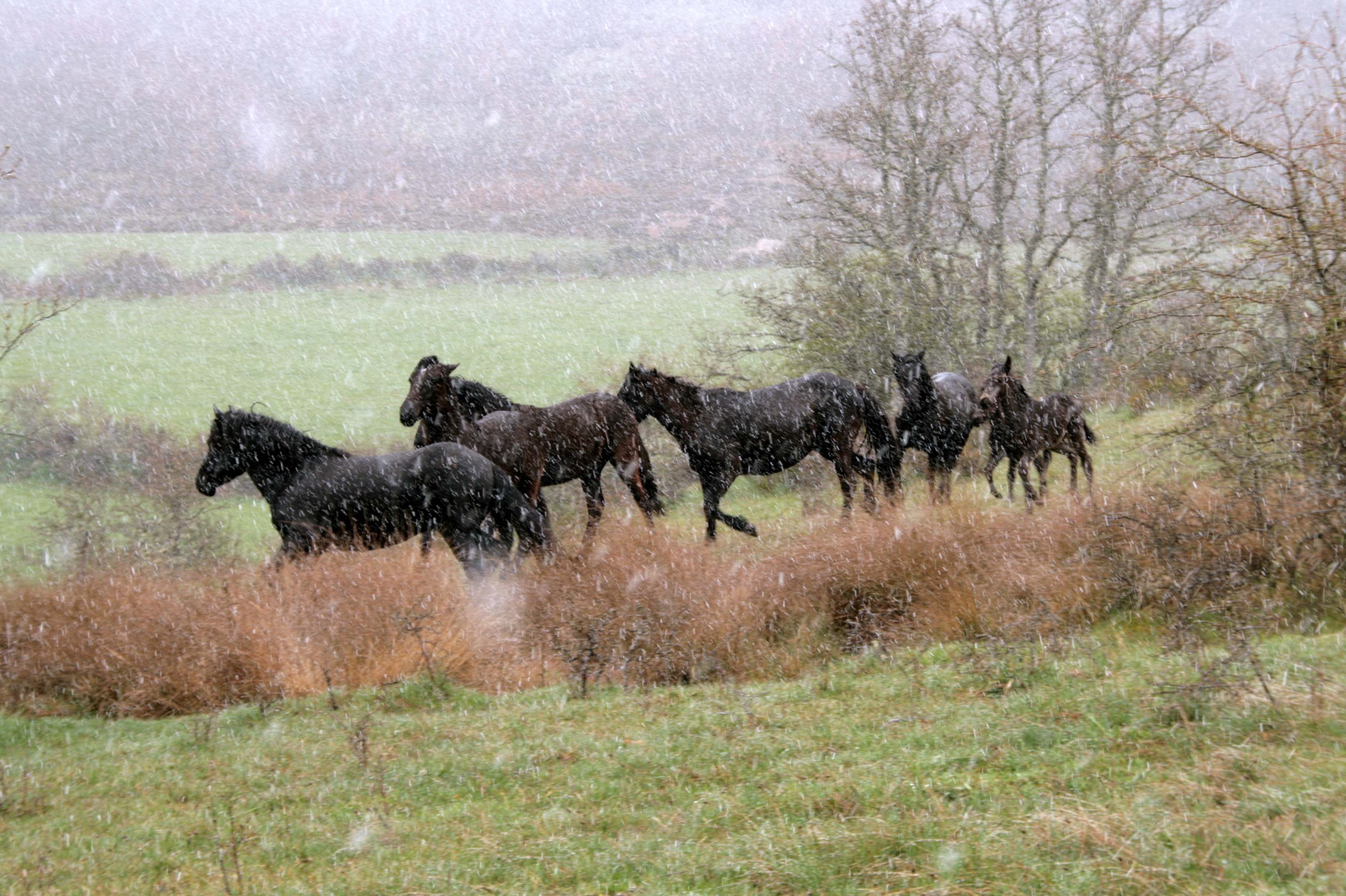
Caballos losinos cabalgando en semilibertad en la Reserva del Bisonte Europeo de San Cebrián de Mudá (Palencia.

La raza presenta una gran aptitud para la silla y es especialmente apto para la equitación juvenil. También resulta apto como animal de cabalgatas de recreación en rutas de montaña.
El losino puede ser utilizado en labores agrícolas del campo y del monte. El losino también puede ser utilizado para la producción cárnica, constituyéndose en una opción al consumo de carne vacuna.
Su presencia puede ayudar en la conservación de los bosques dada su capacidad como animales ramoneadores, posibilitando la eliminación de rozas y otros materiales orgánicos combustibles, evitando los incendios forestales.
Los resultados del estudio de ADN han permitido establecer que:
1. El caballo losino es uno de los tres tipos caballares indígenas de la península ibérica diferenciándose de las razas cantábricas y las del sur de la península. Siendo de las razas más antiguas de Europa.
2. La influencia histórica que la raza equina losina ha mantenido durante la Edad Media ocupando un lugar importante en la Reconquista de España y en la formación de las principales razas americanas.
3. Es la raza que presenta mayor variabilidad genética (mayor pureza) de todas las razas de caballos de la península ibérica.